# 飞鹅岭站
飞鹅岭站是广州地铁9号线的西端终点站，位于中國廣東省广州市花都区风神大道，风神花园南侧的地底，於2017年12月28日啟用。
本站為廣州地鐵線網中，於广州市境内位處最西的車站。此外，本站與位於附近的岐山车辆段接軌。

## 车站結構
飞鹅岭站为地下两层岛式站台车站，总长381.50m，标准段宽19.90m，车站主体建筑面积15,514.1平方米。

### 車站樓層
本站共有二层，地面为风神大道、风神花园、花都东风体育馆以及其他建筑；地下一層為站廳层；地下二層為9號線月台。
| 地下一层 | 站廳                       | 售票機、客服中心、商店、警务室、安检设施 |  |  |
| 地下二层 | 2 站台                     | █9号线 终点站台                          |  |  |
|          | 岛式站台（卫生间、母婴室） |                                          |  |  |
|          | 1 站台                     | █9号线 高增方向（下站：花都汽车城）      |  |  |

### 站厅

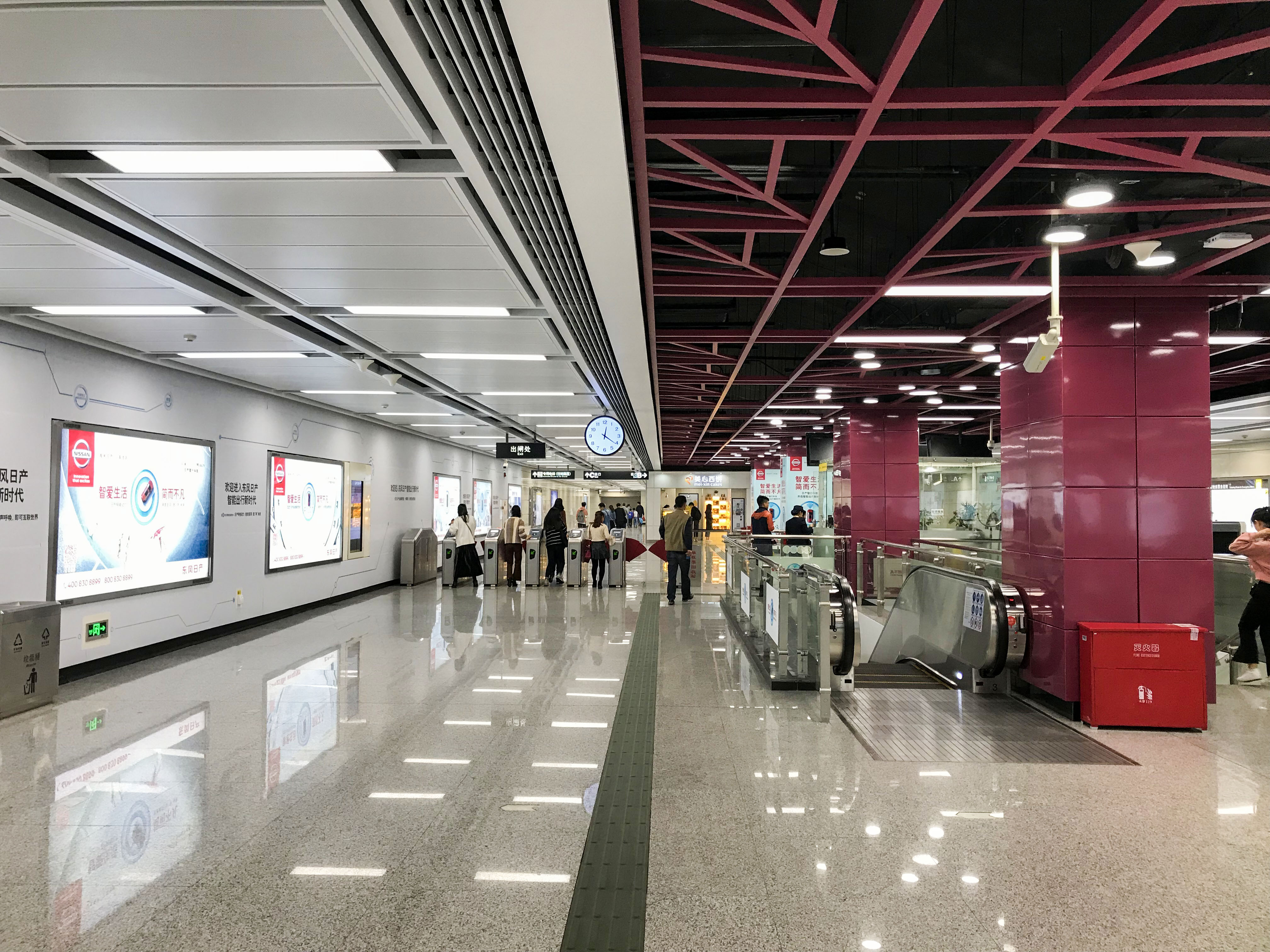
站厅

飞鹅岭站站厅设于地下一层，站厅主要设有售票机、客服中心、自助客服中心等设施。为方便行人进出，站厅北侧被划分为收费区，收费区内设三條扶手电梯、一台专用电梯和兩組楼梯方便乘客来往月台层。
另外，本站站厅层设有少数自助服务设施，例如自动售卖机、共享充电宝以及自动售卡/充值机等。

### 月台
本站设有一个岛式月台，位于风神大道地底。本站的卫生间以及母婴室均设于往岐山车辆段方向的一端。
本站月台西端設有往返岐山车辆段的出入段线，除了供9号线列车使用该出入段线往返岐山车辆段，亦供9號線列車在正常运营时进行站后折返工作，而正線西端盡頭則預留了9號線繼續往西延伸的条件。同时，月台东端同样设有一条渡线供9号线列车进行站前折返工作。

2号月台全景图

### 出入口
飞鹅岭站目前设有4个出入口供乘客进出车站。
|                                           |                                                       |      |          |                                                        |
| 編號                                      | 设施                                                  | 照片 | 出口指示 | 建議前往的目的地                                       |
| A                                         | 扶手电梯标志                                          |      | 风神大道 | 花都东风体育馆、风神花园公交车站（东行）               |
| B                                         | 盲道标志                                              |      | 风神大道 | 风神花园公交车站（东行）、飞鹅岭地铁口公交车站（西行） |
| C                                         | 盲道标志 · 升降机标志 · 无障碍通道标志 · 扶手电梯标志 |      | 风神大道 | 风神花园公交车站（西行）                               |
| D                                         | 扶手电梯标志                                          |      | 风神大道 | 风神花园公交车站（西行）                               |
| 註： 設有 \| 設有 \| 設有 \| 設有扶手電梯 |                                                       |      |          |                                                        |

## 接驳交通
飞鹅岭站附近有风神花园巴士站、飞鹅岭地铁口巴士站等，方便乘客接驳巴士前往花都区各地或佛山市三水区。
| 编号                 | 编号      | 线路                   | 线路                 | 线路                 | 收费                 | 备注                 |
| -------------------- | --------- | ---------------------- | -------------------- | -------------------- | -------------------- | -------------------- |
|                      | 花2B      | 已于2025年6月5日停办   | 已于2025年6月5日停办 | 已于2025年6月5日停办 | 已于2025年6月5日停办 | 已于2025年6月5日停办 |
|                      | 花5B      | 飞鹅岭地铁口           | ⇆                    | 闵岗                 | 2–3元                |                      |
|                      | 花24      | 颐和盛世               | ⇆                    | 飞鹅岭地铁口         | 2元                  | 经佛山市南海区       |
|                      | 花39      | （广州）站前路公交总站 | 全程 ⇆               | （清远）北部万科城   | 2–5元                |                      |
| （广州）飞鹅岭地铁口 | 花39      | 短线 ⇆                 |                      | （清远）北部万科城   | 2–5元                |                      |
|                      | 佛乐平01B | （佛山）广州工商学院   | ⇆                    | （广州）飞鹅岭地铁口 | 2–5元                |                      |

| 编号                 | 编号      | 线路                         | 线路                 | 线路                 | 收费                 | 备注                 |
| -------------------- | --------- | ---------------------------- | -------------------- | -------------------- | -------------------- | -------------------- |
|                      | 713       | 江高（夏荷路）               | ⇆                    | 花都培正学院         | 3元                  |                      |
|                      | 花5       | 站前路公交总站               | ⇆                    | 炭步                 | 2元                  |                      |
|                      | 花22      | 镜湖工业区                   | ⇆                    | 花都汽车城           | 2元                  |                      |
|                      | 花24      | 颐和盛世                     | ⇆                    | 飞鹅岭地铁口         | 2元                  | 经佛山市南海区       |
|                      | 花26      | 已于2025年6月5日停办         | 已于2025年6月5日停办 | 已于2025年6月5日停办 | 已于2025年6月5日停办 | 已于2025年6月5日停办 |
|                      | 花39      | （广州）站前路公交总站       | 全程 ⇆               | （清远）北部万科城   | 2–5元                |                      |
| （广州）飞鹅岭地铁口 | 花39      | 短线 ⇆                       |                      | （清远）北部万科城   | 2–5元                |                      |
|                      | 花68      | （广州）广州北站（秀全大道） | ⇆                    | （清远）兴仁汽车站   | 2–5元                | 30–60分/班           |
|                      | 佛乐平01B | （佛山）广州工商学院         | ⇆                    | （广州）飞鹅岭地铁口 | 2–5元                |                      |

## 历史
2016年11月11日上午，中铁二局深圳公司承建的广州地铁九号线机电Ⅰ标飞鹅岭站顺利通过了由业主广州地铁集团、广州轨道交通建设监理有限公司、广东省建筑设计研究院等多家单位组成的验收组的样板验收。
本站在2017年12月28日随9号线开通而启用。2018年4月5日，本站D口正式开通。

## 未来发展
9号线将会由本站繼續向西方向延伸，屆時本站將從9号线西端終點站改為中途站。但目前该方案仍在规划阶段，没有建造时间表。